# یان ملور
یان ملور (انگلیسی: Ian Mellor; ۱۹ فوریهٔ ۱۹۵۰ – ۱ مهٔ ۲۰۲۴) بازیکن فوتبال اهل بریتانیا بود.
از باشگاه‌هایی که در آن بازی کرده است می‌توان به باشگاه فوتبال نوریچ سیتی، باشگاه فوتبال وورکساپ تاون، باشگاه فوتبال شفیلد ونزدی، باشگاه فوتبال برادفورد سیتی، باشگاه فوتبال منچستر سیتی، باشگاه فوتبال برایتون اند هوو آلبیون و باشگاه فوتبال چستر سیتی اشاره کرد.